# Östra Ämnatjärnen
Östra Ämnatjärnen är en sjö i Ovanåkers kommun i Hälsingland och ingår i Ljusnans huvudavrinningsområde.